# 沃尔西 (南达科他州)
沃尔西（英語：Wolsey）是美国南达科他州下属的一座城鎮。根据2010年美国人口普查，该鎮有人口381人。论人口在本州排行第141。